# 新宮馬之助
新宮 馬之助（しんぐう うまのすけ、天保7年（1836年） - 明治19年（1886年））は、土佐藩士・海援隊隊士。別名、寺内信左衛門。

## 経歴
1853年、高知で河田小龍に師事し、学問や絵を学ぶ（この頃の塾生に近藤長次郎がいる）。その後「焼継業修業」のため江戸へ遊学する。遊学中に坂本龍馬の誘いで勝海舟に師事し、その後は龍馬と行動を共にする。神戸海軍操練所で航海術を学んだ後、長崎で結成された亀山社中（のちの海援隊）に参加した。慶応2年（1866年）1月21日（旧暦）、長州藩代表桂小五郎と薩摩藩代表西郷隆盛が京都薩摩藩邸で会見し、薩長同盟を締結した際には、龍馬らとともに調停役として同席する。その後、海援隊の中心メンバーとして活躍する。維新後は浦賀にあった海兵団に所属、海軍大尉まで出世する。長崎市で死去。享年51。

## 作品

### TVゲーム
- 『維新の嵐』（コーエー、1988年）